# Miloslava Rezková
Miloslava Rezková (Praag, 22 juli 1950 – aldaar, 20 oktober 2014) was een Tsjecho-Slowaakse hoogspringster. Tijdens de Olympische Spelen van 1968 in Mexico won ze het onderdeel hoogspringen.

## Atletiekcarrière
Tijdens de Spelen van 1968 in Mexico won Rezková het hoogspringen met een hoogte van 1,82 m. Deze hoogte evenaarde ze vier later bij de Olympische Spelen in München, maar behaalde daarmee een vijftiende plek. In 1969 won ze in Athene de Europese titel met een hoogte van 1,83. Ze werd in dat jaar in haar land uitgeroepen tot de beste Tsjechisch sporter.

## Het leven na atletiek
Rezková stopte met haar atletiekcarrière in 1977. Ze was kort getrouwd met haar trainer en olympisch deelnemer, hoogspringer Rudolf Hubner, met wie zij een dochter kreeg. Later trouwde ze met hink-stap-springer Jiří Vyčichlo, met wie zij een zoon kreeg. In 2014 overleed Rezková aan de gevolgen van kanker.

## Titels
- Olympisch kampioene hoogspringen - 1968
- Europees kampioene hoogspringen - 1969
- Tsjecho-Slowaaks kampioene hoogspringen - 1968, 1969

## Persoonlijke records
| Onderdeel              | Prestatie | Datum            | Plaats  |
| ---------------------- | --------- | ---------------- | ------- |
| hoogspringen (outdoor) | 1,87 m    | 19 augustus 1972 | Praag   |
| hoogspringen (indoor)  | 1,85 m    | 4 februari 1973  | Berlijn |

1928: Ethel Catherwood ·
1932: Jean Shiley ·
1936: Ibolya Csák ·
1948: Alice Coachman ·
1952: Esther Brand ·
1956: Mildred McDaniel ·
1960: Iolanda Balaș ·
1964: Iolanda Balaș ·
1968: Miloslava Rezková ·
1972: Ulrike Meyfarth ·
1976: Rosemarie Ackermann ·
1980: Sara Simeoni ·
1984: Ulrike Meyfarth ·
1988: Louise Ritter ·
1992: Heike Henkel ·
1996: Stefka Kostadinova ·
2000: Jelena Jelesina ·
2004: Jelena Slesarenko ·
2008: Tia Hellebaut ·
2012: Anna Tsjitsjerova ·
2016: Ruth Beitia ·
2020: Maria Lasitskene ·
2024: Jaroslava Mahoetsjich